# Vicente López (Buenos Aires)
Vicente López es una localidad argentina del partido homónimo de Vicente López, en la zona norte del Gran Buenos Aires, provincia de Buenos Aires. Limita con Florida al oeste, Olivos al norte, el Río de la Plata al este y la Ciudad de Buenos Aires al sur. Según la ordenanza n.º 36198 de octubre de 2018, se establece como fecha aniversario del barrio de Vicente López, el día 1 de enero.

## Geografía

### Población
Con 24 078 habitantes (Indec, 2001) habitantes registrados en el último censo nacional, es la sexta localidad con más habitantes del partido.

## Ciudades hermanadas
- Verónica, desde 2003

## Arterias viales
El barrio está conectado con el resto de la ciudad a través de las avenidas Maipú, Libertador y General Paz.

## Colectivo
19 21 29 59 60 68 71 130 133 151 152 161 168 184 203 228A 228B 228D 228F 314 365

## Despliegue de las Fuerzas Armadas
| Centro de Educación Naval                   | Centro de Educación Naval |
| Organismo o instituto                       | Abreviatura               |
| ------------------------------------------- | ------------------------- |
| Dirección General de Educación de la Armada | DGEA                      |
| Facultad de la Armada                       | FDRA                      |
| Escuela de Ciencias del Mar                 | ESCM                      |
| Liceo Naval Militar Almirante Brown         | LNAB                      |

## Parroquias de la Iglesia católica en Vicente López
| Diócesis   | San Isidro                    |
| ---------- | ----------------------------- |
| Parroquias | San Gabriel, Santo Tomás Moro |

## Lugares destacados
1. Obra de Francisco Salamone, Edificio en Zufriategui 645.
2. Obra de Francisco Salamone, Colegio Michael Ham, solamente una parte sobre la calle Lavalle (Lavalle  1070 aprox) Se ve la placa original de Salamone, La obra incluía también la vereda pero esta ya fue reemplazada por una nueva debido a roturas.
3. Pilares de la Quinta de la Familia Ibañez, son la construcción más antigua de Vicente López. Están entre la parada de Taxis y la confitería la Vicente López en Azcuénaga 1128
4. Casa de Juan Domingo Perón. Ubicada en Gaspar Campos 1065.  Archivado el 13 de julio de 2020 en Wayback Machine.
5. Castillo neogótico donde funciona el colegio Michael Ham. Ubicado en Gaspar Campos 517.
6. Museo Rómulo Raggio. Ubicado en Gaspar Campos 861
7. Parroquia San Gabriel. Ubicada en Gaspar Campos 759
8. Estación de tren .